# Boklotteriets stipendiater 1964
Boklotteriet startade 1948 på initiativ av författaren Carl-Emil Englund. Överskottet för Boklotteriet 1963 blev cirka 254 000 kronor. Antalet lotter för Boklotteriet 1963 var 800 000. På våren 1964 var det dags att utse stipendiater.
Följande författare belönades med stipendier under år 1964:
10 000 kronor
- Tora Dahl
- Ingemar Leckius
- Birger Norman
- Per Olof Sundman
- Per Wästberg

5 000 kronor
- Sun Axelsson
- Sven O. Bergkvist
- Petter Bergman
- Walter Dickson
- Gunnar Edman
- Sten Hagliden
- Emil Hagström
- Ella Hillbäck

3 000 kronor
- Heidi von Born
- Gunnar Eddegren
- Ruth Halldén
- Majken Johansson
- Sune Jonsson
- Harry Kullman
- Eva Moberg
- Anna Rydstedt
- Matts Rying
- Eva Waldemarsson

2 000 kronor
- Gunnar Brusewitz
- Jonas Cornell
- Nils-Peter Eckerbom
- Carl-Göran Ekerwald
- Sigrid Gillner
- Jarl Hammarberg
- Björn Håkanson
- Bertil Stubbendorf

Journaliststipendier om 3 000 kronor vardera till
- Henrik Sjögren
- Björn Kumm

Specialstipendium om 15 000 kronor till
- Albert Viksten

Övriga stipendier
- Nils Thedin  3 000 kronor
- Olle Svensson  2 000 kronor

Stipendier till barn- och ungdomsförfattare om 3 000 kronor vardera till
- Sven Gillsäter
- Gunnel Linde
- Uno Modin
- Inger Sandberg och Lasse Sandberg
- Sven Christer Swahn
- Jadwiga P. Westrup  översättarpris
- Ella Wilcke

Stipendier från Arbetarnas bildningsförbund som erhållit medel från Boklotteriet
- Helge Åkerhielm  3 000 kronor
- Katarina Taikon  2 000 kronor

Stipendium från Aftonbladet som erhållit medel från Boklotteriet
- Göran Palm  10 000 kronor

Stipendier från Landsbygdens stipendienämnd om 2 500 kronor vardera till
- Stig Claesson
- Åke Gullander

Stipendier från tidningen VI som erhållit medel från Boklotteriet
Med anledning av tidningen Vi:s 50-årsjubileum sammanfördes 1963 och 1964 års belopp för utdelning samtidigt i mars 1964. Till dessa 20 000 kronor tillkom 15 000 kronor som Boklotteriet överlämnade till tidningen med anledning av jubileet.
- Sara Lidman  10 000 kronor
- Astrid Lindgren  10 000 kronor
- Stig Sjödin  10 000 kronor
- Kristina Widman  2 500 kronor
- Carl Johan Bernhard  2 500 kronor

Stipendium från FIB:s lyrikklubb som erhållit medel från Boklotteriet
- Urban Torhamn  5 000 kronor

Boklotteriets stora pris sedermera Litteraturfrämjandets stora pris om 25 000 kronor
- Alf Henrikson

Boklotteriets stora romanpris sedermera Litteraturfrämjandets stora romanpris om 15 000 kronor
- Walter Ljungquist

För Boklotteriets stipendiater övriga år: Se Boklotteriets stipendiater angivna år
Boklotteriets stipendiater finns angivna i
- 1949 Boklotteriets stipendiater 1949
- 1950 Boklotteriets stipendiater 1950
- 1951 Boklotteriets stipendiater 1951
- 1952 Boklotteriets stipendiater 1952
- 1953 Boklotteriets stipendiater 1953
- 1954 Boklotteriets stipendiater 1954
- 1955 Boklotteriets stipendiater 1955
- 1956 Boklotteriets stipendiater 1956
- 1957 Boklotteriets stipendiater 1957
- 1958 Boklotteriets stipendiater 1958
- 1959 Boklotteriets stipendiater 1959
- 1960 Boklotteriets stipendiater 1960
- 1961 Boklotteriets stipendiater 1961
- 1962 Boklotteriets stipendiater 1962
- 1963 Boklotteriets stipendiater 1963
- 1964 Boklotteriets stipendiater 1964
- 1965 Litteraturfrämjandets stipendiater 1965
- 1966 Litteraturfrämjandets stipendiater 1966
- 1967 Litteraturfrämjandets stipendiater 1967
- 1968 Litteraturfrämjandets stipendiater 1968
- 1969 Litteraturfrämjandets stipendiater 1969
- 1970 Litteraturfrämjandets stipendiater 1970
- 1971 Litteraturfrämjandets stipendiater 1971
- 1972 Litteraturfrämjandets stipendiater 1972